# Leitersburg
Leitersburg és una concentració de població designada pel cens dels Estats Units a l'estat de Maryland. Segons el cens del 2000 tenia 523 habitants.

## Demografia
Segons el cens del 2000, Leitersburg tenia 523 habitants, 218 habitatges, i 163 famílies. La densitat de població era de 114,7 habitants per km².
Dels 218 habitatges en un 27,5% hi vivien nens de menys de 18 anys, en un 63,8% hi vivien parelles casades, en un 5% dones solteres, i en un 24,8% no eren unitats familiars. En el 21,1% dels habitatges hi vivien persones soles el 8,7% de les quals corresponia a persones de 65 anys o més que vivien soles. El nombre mitjà de persones vivint en cada habitatge era de 2,38 i el nombre mitjà de persones que vivien en cada família era de 2,7.
Per edats la població es repartia de la següent manera: un 20,5% tenia menys de 18 anys, un 5,4% entre 18 i 24, un 28,7% entre 25 i 44, un 28,1% de 45 a 60 i un 17,4% 65 anys o més.
L'edat mediana era de 42 anys. Per cada 100 dones de 18 o més anys hi havia 99 homes.
La renda mediana per habitatge era de 44.135 $ i la renda mediana per família de 43.929 $. Els homes tenien una renda mediana de 30.735 $ mentre que les dones 19.800 $. La renda per capita de la població era de 22.662 $. Cap de les famílies i el 5,8% de la població estaven per davall del llindar de pobresa.

## Poblacions més properes
El següent diagrama mostra les poblacions més properes.